# Batman – The Dark Knight (Six Flags New England)
Batman – The Dark Knight in Six Flags New England (Agawam, Massachusetts, USA) ist eine bodenlose Stahlachterbahn vom Modell Floorless Coaster des Herstellers Bolliger & Mabillard, die am 20. April 2002 eröffnet wurde.
Diese Achterbahn ist nicht zu verwechseln mit den Batman-The-Ride-Achterbahnen in den anderen Six-Flags-Parks, da diese keine Floorless Coaster, sondern Inverted Coaster sind.
In Nordamerika war sie die erste Achterbahn dieses Modells, die ohne eine Blockbremse in der Hälfte der Strecke ausgestattet ist.
Im Six Flags New England war diese Achterbahn die achte und auch die einzige B&M-Achterbahn des Parks.

## Layout
Das Layout ist kompakt aber ausgestattet mit fünf Inversionen. Die steile Abfahrt führt um 180° nach links und sendet seine Fahrgäste in einen Looping. Nach dem Looping folgt ein Dive-Loop und danach gibt es eine 180°-Linkskurve. Nach der Kurve folgt eine Fotostation, dann eine Zero-g-Roll, die die Fahrgäste einen Moment lang keine Gravitation spüren lässt. Die letzten beiden Elemente sind Interlocking Corkscrews, die die Fahrgäste in die Schlussbremse schicken.
Die Streckenführung besteht als Besonderheit nur aus Interlocking-Elementen, weil alle Inversionen (Überschläge) von anderen Inversionen, beziehungsweise Streckenschnitten durchstoßen werden. Der Looping wird von der 180°-Linkskurve durchstoßen und die Zero-g-Roll führt mitten durch den Dive-Loop. Die Interlocking Corkscrews gibt es so oder in ähnlicher Form auch bei vielen anderen Achterbahnen.

## Züge
Batman – The Dark Knight besitzt zwei Züge mit jeweils sieben Wagen. In jedem Wagen können vier Personen (eine Reihe) Platz nehmen. Als Rückhaltesystem kommen Schulterbügel zum Einsatz.